# 北京大学女生宿舍
北京大学女生宿舍，又稱為新四斋，位于北京市东城区沙滩北街乙2号，目前為居民楼，原为北京大学的女生宿舍，是北京市文物保护单位。

## 历史
该建筑位于沙滩北街乙2号，原北京大学院内的东北部，建于1935年，由建筑师梁思成设计。该建筑为砖混结构，立面简洁，灰砖清水墙，无附加装饰物，为当时欧美盛行的现代主义风格。该建筑注重功能的合理性，建筑形式为功能的自然反映，所以该建筑是研究现代主义建筑理论对中国近代建筑的影响的实例。现在该建筑为单位宿舍。2003年，该建筑被列为北京市文物保护单位。
该建筑布局呈“U” 形，北翼与西翼为三层（两翼局部设有地下层），南翼为四层，东端敞开，主入口设在南翼中部。主入口采用券洞形式，从主入口可进入内院。整栋建筑分为八个大的居住单元，各自按照《千字文》的起句“天、地、玄、黄、宇、宙、洪、荒”排序。每个居住单元内部设有楼梯，每层有内走廊连接各个居室，各居住单元的大门多面朝内院。